# Merl (Lussemburgo)

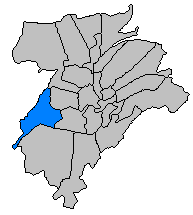
Merl, ad ovest di Lussemburgo.

Merl (in lussemburghese Märel) è un quartiere ad ovest di Lussemburgo, capitale del Lussemburgo.
Nel 2001, il quartiere aveva una popolazione di 3 404 abitanti.